# Gasteroagaricoides
Gasteroagaricoides är ett släkte av svampar. Gasteroagaricoides ingår i familjen Psathyrellaceae, ordningen Agaricales, klassen Agaricomycetes, divisionen basidiesvampar och riket svampar.
|                    | Psathyrella                                     |
|                    |                                                 |
|                    | Drosophila                                      |
|                    |                                                 |
|                    | Coprinopsis                                     |
|                    |                                                 |
|                    | Coprinellus                                     |
|                    |                                                 |
|                    | Parasola                                        |
|                    |                                                 |
|                    | Ozonium                                         |
|                    |                                                 |
|                    | Lacrymaria                                      |
|                    |                                                 |
|                    | Hormographiella                                 |
|                    |                                                 |
|                    | Cystoagaricus                                   |
|                    |                                                 |
|                    | Macrometrula                                    |
|                    |                                                 |
|                    | Mythicomyces                                    |
|                    |                                                 |
| Gasteroagaricoides | \| \| Gasteroagaricoides ralstoniae \| \| \| \| |
|                    | \| \| Gasteroagaricoides ralstoniae \| \| \| \| |
|                    | Gasteroagaricoides ralstoniae                   |
|                    |                                                 |

|  | Gasteroagaricoides ralstoniae |
|  |                               |